# Mariano Dallapè
Mariano Dallapè (Brusino di Cavedine, 1846 – 1928) è stato un imprenditore italiano di origine trentina, nato a Brusino di Cavedine, ma stradellino di adozione: viene considerato l'inventore della moderna fisarmonica.

## Biografia
Creò questo strumento, a partire dal 1876, approntando delle modifiche al suo organetto diatonico di origine austriaca, in occasione di alcuni interventi di manutenzione.
Fondò in Stradella, una fabbrica di fisarmoniche, che divenne la più grande e rinomata del settore, arrivò ad avere oltre 300 dipendenti. Inoltre tutte le altre fabbriche nate a Stradella furono fondate da artigiani che avevano lavorato in precedenza per lui. Alla conduzione della ditta gli succedette il figlio.

## Onorificenze
Fu insignito dell'onorificenza di Cavaliere del Lavoro.